# Zaskocz
Zaskocz – wieś w Polsce położona w województwie kujawsko-pomorskim, w powiecie wąbrzeskim, w gminie Książki.
W latach 1975–1998 miejscowość administracyjnie należała do województwa toruńskiego. Stopa bezrobocia wynosiła 30,4% (2005 r.). Według Narodowego Spisu Powszechnego (III 2011 r.) liczyła 343 mieszkańców. Jest czwartą co do wielkości miejscowością gminy Książki.

## Historia
Z początkiem XV wieku był to majątek lenny należący do Jana Cegenberga (Jana z Cymbarka). W roku 1410 pożar doszczętnie zniszczył majątek, ziemia (30 włók) leżała przez dłuższy czas odłogiem. We wrześniu 1628 roku niemałe szkody wyrządzili Szwedzi maszerujący na Brodnicę szlakiem Radzyń – Zaskocz. W drugiej wojnie szwedzkiej (1655–1660), Zaskocz i Łopatki padły pastwą pożaru. Żyzne grunta przyciągnęły jednak wkrótce nowych osadników. W roku 1682 wieś miała trzech właścicieli o nazwiskach: Znaniecki, Strachowski i Pawłowski. W 1704 roku Pawłowski otrzymał Zaskocz, który powiększony o wykupioną część gruntów nazwał w całości Zaskoczem. W roku 1784 majątek obejmował obszar 40 włók gruntów użytkowych, 22 włóki stanowiły niewykorzystane pastwiska, poza tym było 8 włók lasu. Wieś składała się z jednego budynku mieszkalnego z zabudowaniami gospodarczymi, z gorzelni, browaru, sadu i trzech ogrodów warzywnych, jednego folwarku, karczmy z zajazdem, wiatraku, dwóch stawów karpiowych i 24 zagród robotniczych – bardzo biednych.